# Виви (озеро)
Ви́ви — пресноводное озеро в Эвенкийском районе Красноярского края России, занимает верхний участок долины вытекающей из него реки Виви, притока Нижней Тунгуски, принадлежит бассейну Енисея.
Озеро Виви расположено в юго-западной части плато Путорана. Постоянных населённых пунктов на берегу нет. Озеро богато рыбой.

## Общие сведения
Площадь 229 км². Озеро имеет вытянутую форму, к берегу примыкают лиственничные леса. Озеро Виви до сих пор остаётся малоизученным. Например, неизвестна его максимальная глубина. По оценкам, она может находиться в пределах 80—200 м. В озеро впадают 133 достаточно крупные реки.
Район озера отличается значительной сейсмичностью. Виви, так же как и озёра Някшингда, Агата, Северное, — трещинное. Из-за тектонических движений земной коры эти озёра претерпевают современное углубление. Для них характерны необычные угловатые очертания по причине возникновения новых разломов почти перпендикулярно направлениям прежних разломов. Показателем современного опускания дна озёр являются покрытые водой лиственницы, стоящие на корню в озере Агата.

## Географический центр России
Наиболее примечательная часть озера — его юго-восточный берег, на который приходится географический центр России. Вскоре после распада СССР доктор технических наук Петр Бакут рассчитал координаты центра России (66°25′ с. ш. 94°15′ в. д.), для чего была создана оригинальная формула. После проверки Федеральной службой геодезии и картографии за озером Виви был официально утверждён статус центра России.
Находится несколько восточнее долготы Красноярска и чуть севернее широты Архангельска, всего на 16 км южнее Северного полярного круга (само озеро пересекает Полярный круг).
21 августа 1992 года Научно-спортивной экспедицией им. И. Д. Папанина здесь был установлен монумент высотой около 7 метров, а 27 августа состоялось его торжественное открытие. Рядом поставлен 8-метровый православный крест в память 600-летия со дня преставления преподобного Сергия Радонежского. Возле креста на берегу озера построена деревянная часовня Сергия Радонежского (освящена 9 сентября 2006 года).
В связи с присоединением Крыма к Российской Федерации, как было заявлено, географический центр сместился на несколько десятков метров южнее, на новом месте в 2014 году также установлен закладной крест.
В 2021 году при поддержке Всемирного фонда дикой природы (WWF) создан государственный природный заказник регионального значения «Озеро Виви» площадью 2030,9 км².